# Hortamuseet
Hortamuseet er et museum tilegnet den belgiske jugendstilsarkitekt Victor Hortas liv og arbejde. Museet ligger i Hortas tidligere hjem og atelier i bydelen Saint-Gilles i Bruxelles, Belgien. Huset er fra 1898.
I huset, der er indrettet med jugendstilsinteriør, er der en permanent udstilling af møbler, værktøj og andet indbo, tegnet af Horta og hans medhjælpere. Der er tillige en samling af dokumenter og tegninger med tilknytning til hans liv og hans samtid. Museet organiserer endvidere forskellige udstillinger om emner med relation til Horta og til jugendstilen.
Bygningen er, sammen med tre andre Horta-bygninger i Bruxelles, Hôtel Tassel, Hôtel Solvay, Hôtel van Eetvelde, indskrevet på UNESCOs Verdensarvsliste i 2000.

## Galleri
- Husets hovedtrappe
- Dørhammer
- Beslag på døre og vinduer følger husets stil
- Facade detalje
- Altan på huset